# Orahovac
Orahovac (Rahovec en albanés) es un pueblo y municipio perteneciente al Distrito de Dakovica, en el oeste de Kosovo.

## Datos básicos
Tiene un área de 276 km² y contiene 35 villas, para el 2011 contaba con una población de 58.214 habitantes.
Ernst Eichler considera que el topónimo viene del término albanés rrah, que viene del illirio.

## Economía local
Entre su economía está bastante extendida la agricultura con la producción de vegetales y algo de viñedos